# 2,3-dimetiloctano
El 2,3-dimetiloctano es un alcano de cadena ramificada con fórmula molecular C10H22.